# 浅側頭静脈
浅側頭静脈（せんそくとうじょうみゃく）は頭頸部の静脈の一つ。頭部側面を走行する。

## 経路
浅側頭静脈は頭蓋骨の頭頂側面の叢より始まる。叢内で前頭葉静脈や眼窩上静脈、反対側の浅側頭静脈、後耳介静脈や後頭葉静脈と連絡している。この叢より前方、上方・頭頂側に枝が起こり、頬骨弓上方で一つにまとまり静脈を作り、側頭筋からの中側頭静脈が加わる。その後、頬骨弓後部と交差し、耳下腺に入り、顎静脈と合流して下顎後静脈を形成する。

## 支流
浅側頭静脈の支流として、下記の静脈がある。
- いくつかの耳下腺静脈
- 顎関節からの関節静脈
- 耳介からの前耳介静脈
- 顔面側方からの顔面横静脈

## 追加画像

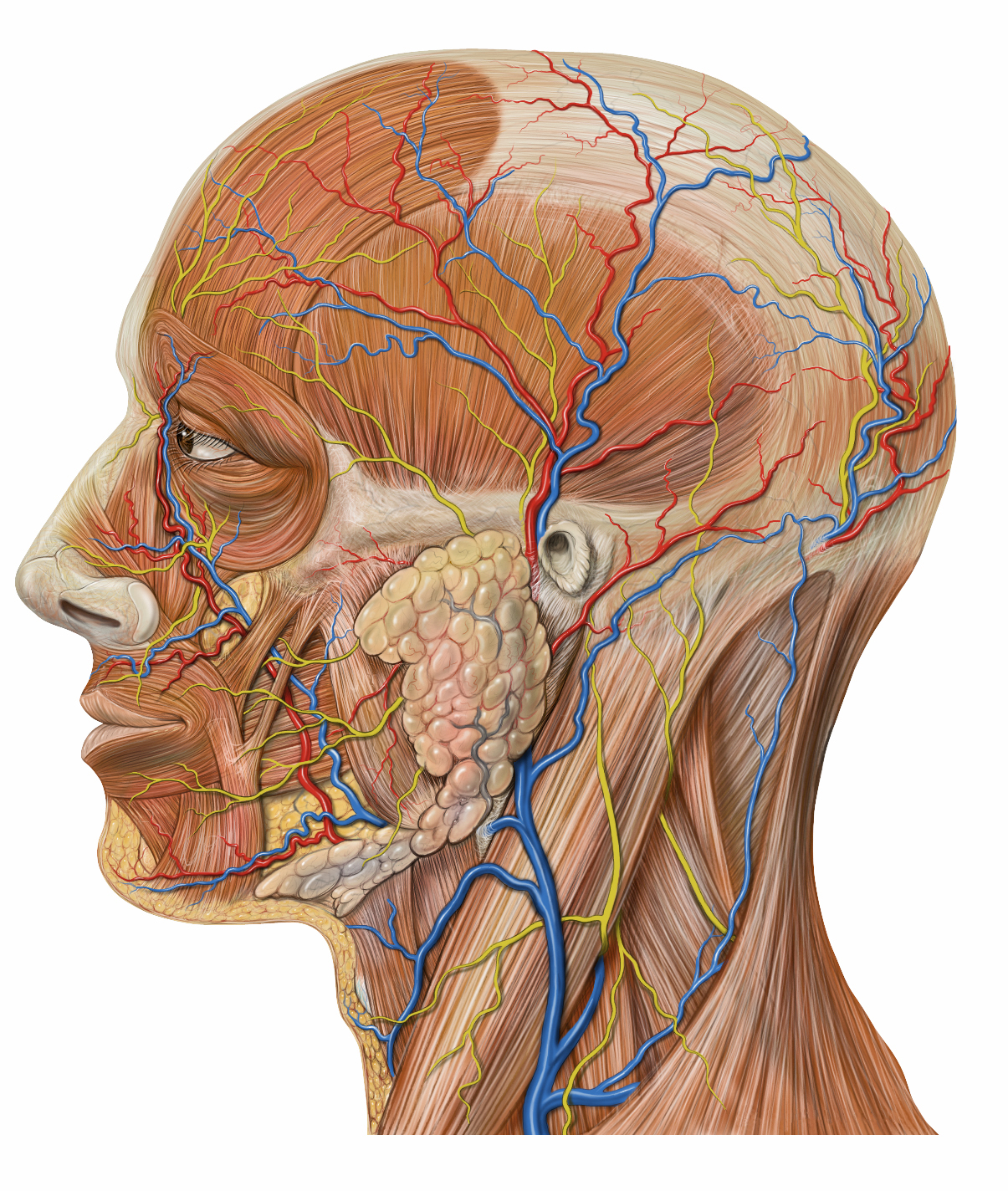
Lateral head anatomy detail
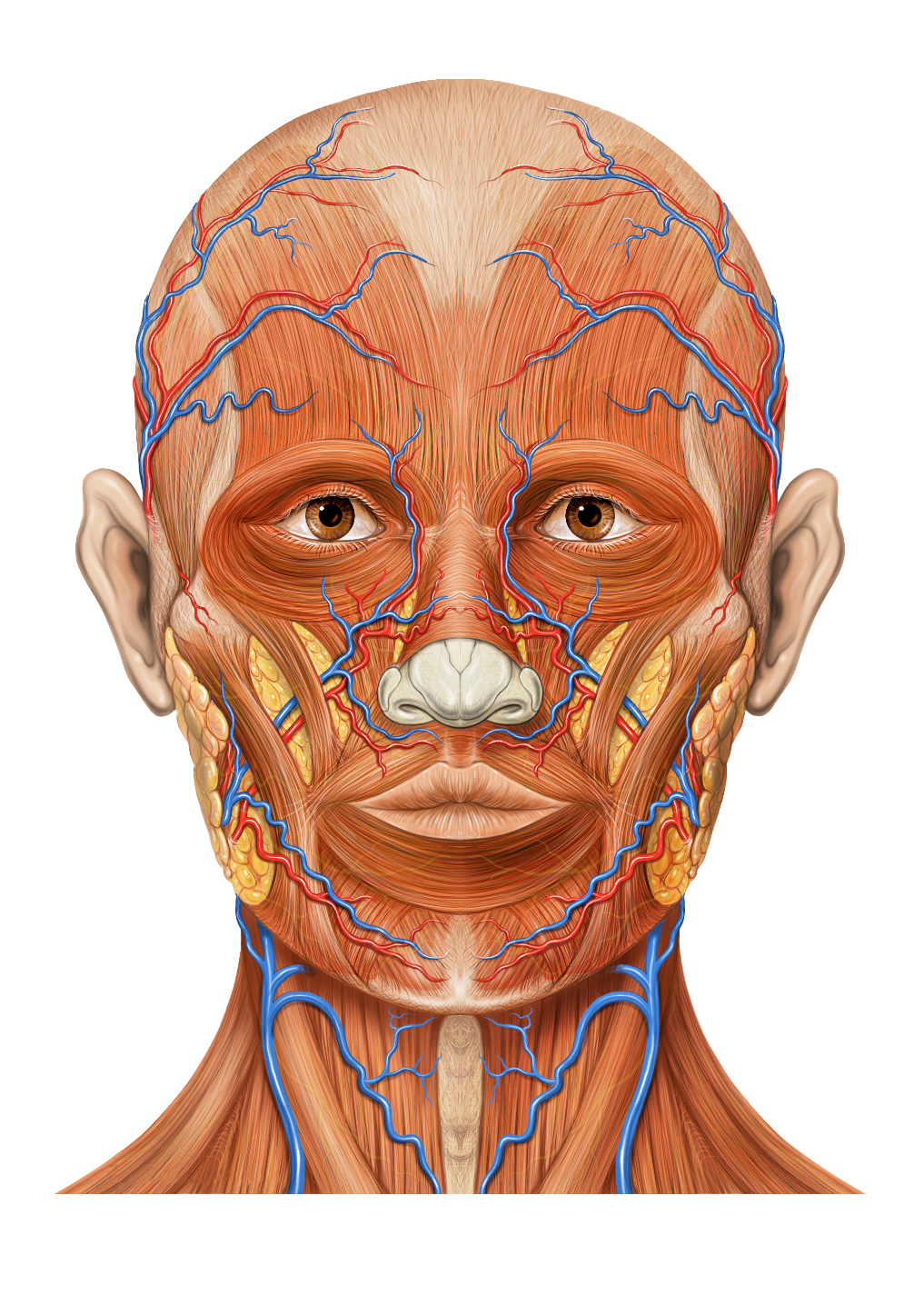
Head anatomy anterior view